# Acacia microcalyx
Acacia microcalyx é uma espécie de leguminosa do gênero Acacia, pertencente à família Fabaceae.